# Bernard Campmans
Bernard Campmans (Dowaai - Brugge, 1642) begon zijn carrière als monnik-ontvanger onder abt Adriaan Cancellier (1610-1623) in de Abdij Onze-Lieve-Vrouw Ten Duinen te Koksijde, die toen gevestigd was in abdijhoeve Ten Bogaerde. 

## Levensloop
In 1599 werd Bernard Campmans monnik in de Duinenabdij. In 1606 werd hij diaken. In 1607 wordt hij verantwoordelijke voor de polders in Zeeland. Daarna werd hij monnik-ontvanger onder abt Adriaan Cancellier (1610-1623) in de Abdij Onze-Lieve-Vrouw Ten Duinen te Koksijde, die toen gevestigd was in abdijhoeve Ten Bogaerde.  Campmans was een geleerd man: hij had theologie gestudeerd en sprak Frans, Nederlands, Spaans en Latijn. Hij was betrokken bij de drooglegging van de polders van Ossenisse en Hontenisse (1610-1616) (gelegen in Zeeland) en beheerde daarna de niet onaardige inkomsten van deze poldergebieden. 
Op 18 mei 1623 werd Bernard Campmans de nieuwe abt van de Abdij Onze-Lieve-Vrouw Ten Duinen. Hij begon onmiddellijk nieuwe onderhandelingen met de kanunniken en de magistraat van Veurne voor het zoeken naar een nieuwe locatie voor de inmiddels sterk vervallen Abdij Onze-Lieve-Vrouw Ten Duinen. Het aantal monniken in Ten Bogaerde was (na jaren van sterke dalingen) opnieuw gegroeid en de (politieke en religieuze) onrust (de Dertigjarige Oorlog woedde nog volop!) in de regio maakte een nieuwe, veilige plaats noodzakelijk. Abt Campmans onderzocht de mogelijkheden voor een verhuizing naar een veilige stad, Veurne of Brugge. Daarom werd niet alleen met de Veurnenaars onderhandeld maar werden ook nieuwe onderhandelingen met de bisschop van Brugge gestart. De abdij Ter Doest, reeds opgeheven in 1569, was immers in handen van het bisdom. De vervallen eigendommen van Ter Doest bezorgden de bisschop meer lasten dan baten. Op 20 november 1624 werd een akkoord bereikt waarbij de resten van Ter Doest in handen kwamen van de Duinenabdij (in ruil voor een jaarlijkse betaling aan de bisschop). Op die manier kreeg Abt Campmans de beschikking over het refugehuis van Ter Doest op de Potterierei te Brugge. De abt zag in deze locatie een hernieuwde toekomst voor zijn abdij en begon onmiddellijk met bouwplannen voor een nieuwe abdij in Brugge. Deze nieuwe abdij was nog lang niet af toen de monniken verhuisden in 1627.
Zijn verdere leven bleef de abt werken aan de afwerking van de nieuwe abdij. Hij kocht aanpalende eigendommen om het domein uit te breiden en bleef tot aan zijn dood in 1642 werken aan de voltooiing van de nieuwe abdij.

## Ontdekking
Bernard Campmans was nog maar enkele maanden in dienst als abt, toen op 13 november 1623 in de resten van de Duinenabdij de loden lijkkist van Idesbaldus (abt van 1155 tot 1167) werd ontdekt. Tijdens het opdelven liep er water uit de kist. Het lichaam van Idesbaldus bleek na bijna vijf eeuwen nog ongeschonden te zijn. Enkele maanden later zouden de eerste mirakels verricht zijn. Idebaldus werd meegevoerd naar Brugge en werd een West-Vlaamse heilige.

## Monniken ten tijde van abt Campmans
- Karel De Visch (1596-1666), novice 1618), monnik (1619), kapelaan (1623), bibliothecaris reeds voor 1628) en prior (1649-1661) van de Duinenabdij
- Antoon Andries (Kortrijk, 1585 - Hulst, 1627), monnik sinds 1603, priester sinds 1611, subprior (1612-1616), prior (1616-1624), beheerder polders Zeeland
- Adriaan Mesdagh (overleden 1630), lector theologie en subprior  - auteur van diverse boeken
- Chrysostomus Henriquez (Madrid, 1594 -  Leuven, 1632) - monnik sinds 1607 in La Huerta historiograaf van de cisterciënzerorde, sinds 1620 in de Nederlanden, waaronder ook tijdelijk in de Duinenabdij.
- Theodor Pybes (overleden 1632), theoloog (1610), pastoor van Duinkerke (1613-1614), monnik van de Duinenabdij sinds 1614, later thesaurier, lector theologie en prior. Auteur van een boekje over de vondst van het lichaam van Idesbaldus.
- Adriaan Mueleman (overleden 1649)
- Augustinus Gaudthondt (overleden 1661)